# Pterolophia koshikijimana
Pterolophia koshikijimana är en skalbaggsart som beskrevs av Makihara 2006. Pterolophia koshikijimana ingår i släktet Pterolophia och familjen långhorningar. Inga underarter finns listade i Catalogue of Life.